# Deltocephalus jenjouristi
Deltocephalus jenjouristi är en insektsart som beskrevs av Aleksey A. Zachvatkin 1933. Deltocephalus jenjouristi ingår i släktet Deltocephalus och familjen dvärgstritar. Inga underarter finns listade i Catalogue of Life.